# Brymela
Brymela là một chi rêu thuộc họ Pilotrichaceae.

## Các loài
Chi này có các loài sau (tuy nhiên danh sách này có thể chưa đủ):
- Brymela acuminata
- Brymela angustiretis
- Brymela callicostelloides
- Brymela cavifolia
- Brymela complanata
- Brymela crosbyi
- Brymela cuspidata
- Brymela fissidentoides
- Brymela fluminensis
- Brymela laevinervis
- Brymela obtusifolia
- Brymela parkeriana
- Brymela rugulosa
- Brymela tutezona, Crosby & B.H. Allen
- Brymela websteri